# Vidbir 2025
La nona edizione di Vidbir si è svolta l'8 febbraio 2025 e ha selezionato il rappresentante dell'Ucraina all'Eurovision Song Contest 2025 a Basilea, in Svizzera.
I vincitori sono stati gli Ziferblat con Bird of Pray.

## Organizzazione
Il 10 settembre 2024, l'emittente pubblica Nacional'na Suspil'na Teleradiokompanija Ukraïny (UA:PBC) ha confermato la partecipazione dell'Ucraina all'Eurovision Song Contest 2025. Il successivo 13 settembre Tina Karol', già rappresentante ucraina all'Eurovision Song Contest 2006, è stata nominata produttrice musicale della nona edizione di Vidbir, confermando l'utilizzo del programma per selezionare il rappresentante nazionale.
A partire dal 17 settembre, l'emittente ha dato la possibilità agli aspiranti partecipanti di inviare i propri brani entro il successivo 10 novembre, a condizione che questi non fossero stati proposti contemporaneamente ad altre selezioni nazionali. Oltre a ciò, gli artisti partecipanti non devono essersi esibiti in Bielorussia o Russia dall'inizio del conflitto russo-ucraino o di non essere entrati in Crimea illegalmente, vietando inoltre implicitamente l'utilizzo della lingua russa nella composizione del brano.
L'evento ha avuto luogo in un'unica serata nel febbraio 2025, durante la quale 10 concorrenti si sono contesi l'opportunità di rappresentare l'Ucraina all'Eurovision Song Contest 2025. Timur Mirošnyčenko è stato riconfermato come conduttore, accompagnato da Marija Jefrosinina (conduttrice dell'Eurovision Song Contest 2005) e Vasyl' Bajdak. I risultati sono stati decretati da una combinazione di voto della giuria e televoto.

### Giuria
Come accaduto per l'edizioni precedenti, i membri della giuria saranno selezionati tramite una votazione pubblica online. Il 16 dicembre 2024 sono stati annunciati dieci candidati selezionati dall'emittente. La votazione si è svolta fino al successivo 23 dicembre sull'applicazione Dija, dove sono stati registrati 442 374 voti. Ai tre giurati selezionati è stato successivamente chiesto di siglare un accordo con UA:PBC; in caso contrario, saranno sostituiti dai candidati con il maggior numero di voti tra quelli esclusi.
I dieci candidati, con la relativa classifica, sono stati:
| Candidato         | Professione                                                                             | Voti    | Voti   | Posizione |
| ----------------- | --------------------------------------------------------------------------------------- | ------- | ------ | --------- |
| Jamala            | Vincitrice dell'Eurovision Song Contest 2016                                            | 156 048 | 35,28% | 1         |
| Serhij Tančynec'  | Cantante dei Bez obmežen', musicista e produttore musicale                              | 89 516  | 20,24% | 2         |
| Kateryna Pavlenko | Rappresentante dell'Ucraina all'Eurovision Song Contest 2020 e 2021 come parte dei Go_A | 52 359  | 11,84% | 3         |
| Dmytro Šurov      | Produttore musicale di Vidbir 2022 e 2023                                               | 50 785  | 11,48% | 4         |
| Oleh Psjuk        | Vincitore dell'Eurovision Song Contest 2022 come parte della Kalush Orchestra           | 31 497  | 7,12%  | 5         |
| Katja Caryk       | Regista e sceneggiatrice                                                                | 14 643  | 3,31%  | 6         |
| Andrij Huculjak   | Rappresentante dell'Ucraina all'Eurovision Song Contest 2023 come parte dei Tvorchi     | 13 581  | 3,07%  | 7         |
| Dymtro Zezjulin   | Cantante dei Latexfauna                                                                 | 12 873  | 2,91%  | 8         |
| Saša Čemerov      | Musicista, cantante e produttore musicale                                               | 12 740  | 2,88%  | 9         |
| Anna Svyrydova    | Direttrice di Radio P'jatnycja e presentatrice di Muzroom                               | 8 317   | 1,88%  | 10        |

## Partecipanti
UA:PBC ha selezionato dapprima i 20 artisti con le canzoni migliori tra le 374 proposte provenienti dai 369 artisti candidati (di cui 232 solisti e 72 gruppi), che sono stati annunciati l'11 dicembre 2024. Tra questi, attraverso una seconda scrematura tramite un'audizione dal vivo, sono stati selezionati i primi 9 finalisti, annunciati il 20 dicembre 2024. Tutti i brani sono stati resi noti il 23 gennaio 2025.
| Artista          | Titolo         | Lingua           | Compositori                                                                          |
| ---------------- | -------------- | ---------------- | ------------------------------------------------------------------------------------ |
| Abije            | Dim            | Ucraino          | Natalija Ševčenko-Korovina                                                           |
| DK Enerhetyk     | Sil'           | Ucraino          | Jakiv Marnyj, Oleksandr "Fol" Foljans'ky, Vsevolod "Seva" Šutka                      |
| Fiїnka           | Kul'tura       | Hutsul           | Iryna Vychovanec'                                                                    |
| Future Culture   | Waste My Time  | Inglese          | Andrij Lytvynenko, Andrij Šulakov, Dar'ja Remez, Oleksij Rudenko, Oleksij Sav'jenkov |
| Khayat           | Honor          | Inglese, ucraino | Andrij Chajat                                                                        |
| Krylata          | Stay True      | Inglese          | Anastasija Zavads'ka, Vladyslav Malyj                                                |
| Maša Kondratenko | No Time to Cry | Inglese, ucraino | Marija "Maša" Kondratenko, Roman Hrysjuk, Stanislav Malikov                          |
| Molodi           | My Sea         | Inglese, ucraino | Andrij Parf'onov, Anton Čilibi, Kyrylo Rohovyj, Ivan Stapaniščev                     |
| Vlad Šeryf       | Wind of Change | Inglese          | Mykyta Škuropat, Vlad Šeryf                                                          |
| Ziferblat        | Bird of Pray   | Ucraino, inglese | Danylo Leščyns'kyj, Valentyn Leščyns'kyj, Fedir Chodakov                             |

### Pre-selezione online
Dal 13 gennaio al 17 gennaio 2025 è stata aperta una votazione online per la scelta di un ulteriore finalista fra i 10 candidati (originariamente 11 prima del ritiro di Teslenko) scartati dalla scrematura finale, ove il vincitore ha avuto la possibilità di partecipare alla finale come decimo finalista. L'ordine d'esibizione dei candidati, insieme ai titoli dei relativi brani, sono stati resi noti il 2 gennaio 2025. Fiїnka è stata annunciata come vincitrice del voto online e, di conseguenza, 10ª finalista di Vidbir.
| #  | Artista            | Titolo      | Lingua           | Compositori                                                 | Voti   | Voti   | Posizione |
| -- | ------------------ | ----------- | ---------------- | ----------------------------------------------------------- | ------ | ------ | --------- |
| 1  | Enleo              | Supernova   | Inglese, ucraino | Oleksandr Biljak, Mykyta Leont'jev                          | 41 649 | 15,89% | 2         |
| 2  | Muajad             | Amnesia     | Inglese          | Jevhen Zapotejev, Muajad Abdel'rachim                       | 28 157 | 10,74% | 4         |
| 3  | Brykulets          | Kryštali    | Ucraino          | Ivan Iščenko                                                | 10 528 | 4,02%  | 8         |
| 4  | Ranrawi            | Anymore     | Inglese          | Kuzianna Fidel's'ka                                         | 3 431  | 1,31%  | 10        |
| 5  | Grisana            | Kohoney     | Ucraino          | Ivan Klymenko, Stanislav Čornyj, Grisana, Storm             | 13 637 | 5,20%  | 7         |
| 6  | Sluchaj Sašu       | Žyvy        | Ucraino          | Oleksandra Blyznjukova, Oleksandra Hončaruk                 | 19 646 | 7,49%  | 6         |
| 7  | Mon Fia            | Dive Inside | Inglese          | Hannes Volz, Michael C. Fischer, Sofija Semenjuk            | 24 095 | 9,19%  | 5         |
| 8  | Yagódy             | BramaJa     | Ucraino          | Viktorija Solovjuk, Serhij Svirs'kyj, Teimuraz Gogitidze    | 31 676 | 12,08% | 3         |
| 9  | Starykova Hrystyna | Rise        | Inglese, ucraino | Hrystyna Starykova                                          | 9 652  | 3,68%  | 9         |
| 10 | Fiїnka             | Kul'tura    | Hutsul           | Iryna Vychovanec'                                           | 79 699 | 30,40% | 1         |
| —  | Teslenko           | Storm       | Inglese          | Oleksandr Kryževyč, Oleksandr Slinčenko, Oleksandr Teslenko | —      | —      | —         |

## Finale
La finale si è svolta l'8 febbraio 2025 a Kiev. L'ordine d'uscita è stato reso noto il 23 gennaio 2025.
La serata è stata aperta da un'esibizione di gruppo con alcuni vincitori ed ex rappresentati eurovisivi ucraini: Ruslana (2004), Tina Karol' (2006), Jamala (2016), Mélovin (2018), Kateryna Pavlenko (2020 e 2021 come parte dei Go_A), Timofij Muzyčuk (2022 come parte della Kalush Orchestra), Tvorchi (2023), Al'ona Al'ona e Jerry Heil (2024), che si sono esibiti sul brano popolare Usmichnysja meni di Nazarij Jaremčuk. Durante l'intervallo, invece, si sono esibiti Tarabarova e Artem Kotenko, quest'ultimo rappresentante dell'Ucraina al Junior Eurovision Song Contest 2024, che hanno cantato Hear Me Now, successivamente si sono esibiti Ruslana con Zakrutyla ed, infine, i Badstreet Boys con il brano Eurosong.
A vincere il voto della giuria e il televoto sono stati rispettivamente Khayat e gli Ziferblat; in seguito della somma delle votazioni gli Ziferblat sono stati proclamati vincitori.
| #  | Artista          | Titolo         | Punteggio | Punteggio | Punteggio | Punteggio | Posizione |
| #  | Artista          | Titolo         | Giuria    | Televoto  | Televoto  | Totale    | Posizione |
| -- | ---------------- | -------------- | --------- | --------- | --------- | --------- | --------- |
| 1  | Vlad Šeryf       | Wind of Change | 1         | 2 302     | 1         | 2         | 10        |
| 2  | Abije            | Dim            | 2         | 5 595     | 3         | 5         | 9         |
| 3  | Molodi           | My Sea         | 7         | 70 885    | 9         | 16        | 2         |
| 4  | Future Culture   | Waste My Time  | 5         | 2 338     | 2         | 7         | 8         |
| 5  | Maša Kondratenko | No Time to Cry | 8         | 62 439    | 8         | 16        | 3         |
| 6  | Khayat           | Honor          | 10        | 44 299    | 6         | 16        | 4         |
| 7  | Fiїnka           | Kul'tura       | 6         | 52 858    | 7         | 13        | 5         |
| 8  | Krylata          | Stay True      | 4         | 11 726    | 4         | 8         | 7         |
| 9  | Ziferblat        | Bird of Pray   | 9         | 90 390    | 10        | 19        | 1         |
| 10 | DK Enerhetyk     | Sil'           | 3         | 19 556    | 5         | 8         | 6         |